# 玻利瓦爾主義
玻利瓦爾主義（西班牙語：Bolivarianismo）是一套在南美洲盛行的政治思想，特別是在委內瑞拉。玻利瓦爾主義因為南美洲解放者西蒙·玻利瓦爾在19世紀，將南美洲的委內瑞拉、秘魯、哥倫比亞、厄瓜多、玻利維亞和巴拿馬等六國從西班牙殖民地手中解放而得名。玻利瓦爾主義其中心思想是要促進拉丁美洲的團結。最顯著的擁護者及現代玻利瓦爾主義的實踐者，莫過於前委內瑞拉總統乌戈·查韦斯。

## 內容
當查維茲自1999年開始其總統任期時，從他的政治表現中即可發現玻利瓦爾主義的身影，同時，在其上任後，亦稱其自己為玻利瓦爾主義的擁護者，並將他所解讀到的玻利瓦爾主義實踐到日常生活中，亦即是玻利瓦爾革命。亦可解釋查維茲在1999年修改憲法，將國名由“委內瑞拉共和國”改為“委內瑞拉玻利瓦爾共和國”。玻利瓦爾主義之中心思想如下列諸點：
- 反帝國主義；
- 透過參與式民主及全民投票來達成全民草根性的政治參與；
- 經濟自足；
- 灌輸人民愛國主義；
- 消除貪污。

歷史上，對於玻利瓦爾主義並沒有普遍接受的說法，而且在南美洲區域中的使用上莫衷一是。眾多不同的領導者、運動及政黨在19到20世紀，利用玻利瓦爾主義來模糊的描繪他們自己。
玻利瓦爾的一些想法包含建立拉丁美洲國家聯盟、提供國民教育及強化主權以對抗外國入侵，這些外國入侵含括了外國強權的經濟統治。而聯盟的一個例子即是「大哥倫比亞共和國」，一個包含委內瑞拉、哥倫比亞、巴拿馬及厄瓜多的國家集團。
2002年開始，原哥倫比亞共產黨下属武装组织哥伦比亚革命武装力量－人民军認為他們是受到玻利瓦在19世紀獨立運動中的理想激發，並對查維茲及其玻利瓦爾革命表示同情，然而查維茲並未有任何正面的同意或是否認其與哥伦比亚革命武装力量－人民军有任何關連，但他卻被指支持相關組織去顛覆哥倫比亞的右翼政權，因此查維茲在位期間，委內瑞拉與哥倫比亞的外交關係十分緊張。
查維茲所接受到的玻利瓦爾主義雖然大部分都是源於西蒙·玻利瓦的思想，但其亦受到馬克思主義的歷史學家布里托·費國羅與阿根廷政治學家諾伯特·塞雷索勒的影響。查維茲在其早年也全然受到拉丁美洲傳統的社會主義與共產主義的洗禮，正如同菲德尔·卡斯特罗、切·格瓦拉、萨尔瓦多·阿连德等人一般。
儘管查維茲本人的意識型態是源於玻利瓦爾主義，然而查維茲的擁護者及支持者稱其為查韦斯主义，此亦指出大眾對於查維茲主義的觀感並非源自於玻利瓦爾，而是查維茲個人的政治哲學。因此，查維茲的擁護者並不稱他們自己為玻利瓦爾主義者，而稱其自己為查維茲主義者。
查維茲在2005年1月30日在巴西阿雷格里港參與世界社會論壇時，宣揚其對民主社會主義的支持，同時玻利瓦爾主義也是不可或缺的一環，並宣揚人們應該擁抱「新型態的社會主義」，是一種將人而非機器或國家放在最前面的人文主義。